# Agrilus cicadelloides
Agrilus cicadelloides – gatunek chrząszcza z rodziny bogatkowatych i podrodziny Agrilinae.
Gatunek ten opisany został w 2019 roku przez Eduarda Jendeka i Wasilija Griebiennikowa na łamach Zootaxa. Jako miejsce typowe wskazano Kampung Kuap w Malezji. Epitet gatunkowy pochodzi od podobnych kształtem ciała skoczkowatych (Cicadellidae).
Chrząszcz o wrzecionowatym w zarysie ciele długości 6,8 mm. Wierzch ciała jest wypukły, jednolicie granatowy. Głowa wyposażona jest w oczy złożone o średnicy mniejszej niż połowa szerokości ciemienia. Czułki mają piłkowanie zaczynające się od piątego członu, człony od piątego do dziesiątego krótkie i szerokie. Rozprostowane czułki sięgają przednich kątów przedplecza. Przedplecze jest poprzeczne, najszersze na tylnym brzegu; ma łukowaty, szeroki i wystający przed przednie kąty płat przedni, lekko łukowate brzegi boczne i ostre kąty tylne. Brak na powierzchni przedplecza wcisków. Prehumerus jest bardzo słabo rozwinięty. Boczne żeberka przedplecza są umiarkowanie zbieżne. Tarczka jest przysadzista. Pokrywy są w całości owłosione i mają wspólnie łukowaty wierzchołek. Przedpiersie ma prawie ściętą odsiebną krawędź płata i płaski wyrostek międzybiodrowy o prawie równoległych bokach. Wyrostek międzybiodrowy zapiersia jest płaski. Odwłok ma niezmodyfikowany pierwszy z widocznych sternitów (wentryt) oraz łukowatą wierzchołkową krawędź pygidium.
Owad orientalny, endemiczny dla Malezji, znany tylko z lokalizacji typowej w stanie Sarawak.